# World Grand Prix (Snooker)
Der World Grand Prix ist ein Profi-Snookerturnier, das zu den Turnieren der Snooker Main Tour gehört.

## Geschichte
Der World Grand Prix wurde 2015 ins Leben gerufen. Bei dem Turnier sind die besten 32 Spieler einer bestimmten Rangliste startberechtigt: Während für die Snookerweltrangliste die Ergebnisse der letzten 2 Jahre zur Berechnung herangezogen werden, werden für den World Grand Prix nur die Turniere der aktuellen Saison gewertet. (2015 ging auch noch die vorangegangene Weltmeisterschaft in die Wertung ein.) Maßgeblich für die Platzierung ist die Höhe des gewonnenen Preisgelds im fraglichen Zeitraum.
Im ersten Jahr war das Turnier ein Einladungsturnier wie bis dahin bei Turnieren mit eingeschränkter Teilnehmerzahl üblich. Seit 2016 ist es jedoch ein Weltranglistenturnier, das in die Berechnung der Weltrangliste miteinfließt. Seit 2015 werden insgesamt 300.000 £ an Prämien ausgeschüttet, wobei jeder Teilnehmer mindestens 2500 £ erhält und der Turniersieger 100.000 £ bekommt.
In den ersten beiden Jahren wurde das Turnier im nordwalisischen Seebad Llandudno ausgetragen. Es war jeweils das drittletzte Turnier der Saison und fand im März statt. 2017 zog das Turnier in die Guild Hall der nordenglischen Stadt Preston um, die in den 1980er und 1990er Jahren als Austragungsort der UK Championship bekannt geworden ist, und wurde um einen Monat vorgezogen.
Nach zwei Jahren im Nordwesten zog das Turnier 2019 in den Südwesten von England nach Cheltenham um. Der neue Sponsor Coral installierte außerdem eine neue Turnierserie, von der der World Grand Prix der Auftakt war. Die weiteren Veranstaltungen des Coral Cup waren die Players Championship und die Tour Championship. Beim World Grand Prix sind die Top 32 der 1-Jahres-Rangliste startberechtigt, bei den folgenden Turnieren nur noch die Top 16 bzw. die Top 8. Aufgrund der COVID-19-Pandemie wurde das Turnier in der Saison 2020/21 in den Dezember vorgezogen und der Sponsor wechselte zu Matchroom Sport. Die Players Series und der Turniermodus blieben aber erhalten.
Anders als die meisten Ranglistenturniere wird der World Grand Prix nicht von der BBC oder Eurosport produziert, sondern vom Privatsender ITV4.

## Sieger
| Jahr                                     | Austragungsort                       | Sieger                               | Ergebnis                             | Finalist                             | Hauptsponsor                         | Saison                               |
| World Grand Prix – Einladungsturnier     | World Grand Prix – Einladungsturnier | World Grand Prix – Einladungsturnier | World Grand Prix – Einladungsturnier | World Grand Prix – Einladungsturnier | World Grand Prix – Einladungsturnier | World Grand Prix – Einladungsturnier |
| ---------------------------------------- | ------------------------------------ | ------------------------------------ | ------------------------------------ | ------------------------------------ | ------------------------------------ | ------------------------------------ |
| 2015                                     | Llandudno – Venue Cymru              | Judd Trump                           | 10:7                                 | Ronnie O’Sullivan                    | 888.com                              | 2014/15                              |
| World Grand Prix – Weltranglistenturnier |                                      |                                      |                                      |                                      |                                      |                                      |
| 2016                                     | Llandudno – Venue Cymru              | Shaun Murphy                         | 10:9                                 | Stuart Bingham                       | Ladbrokes                            | 2015/16                              |
| 2017                                     | Preston – Guild Hall                 | Barry Hawkins                        | 10:7                                 | Ryan Day                             | Ladbrokes                            | 2016/17                              |
| 2018                                     | Preston – Guild Hall                 | Ronnie O’Sullivan                    | 10:3                                 | Ding Junhui                          | Ladbrokes                            | 2017/18                              |
| 2019                                     | Cheltenham – The Centaur             | Judd Trump                           | 10:6                                 | Ali Carter                           | Coral                                | 2018/19                              |
| 2020 I                                   | Cheltenham – The Centaur             | Neil Robertson                       | 10:8                                 | Graeme Dott                          | Coral                                | 2019/20                              |
| 2020 II                                  | Milton Keynes – Marshall Arena       | Judd Trump                           | 10:7                                 | Jack Lisowski                        | Matchroom                            | 2020/21                              |
| 2021                                     | Coventry – CBS Arena                 | Ronnie O’Sullivan                    | 10:8                                 | Neil Robertson                       | Cazoo                                | 2021/22                              |
| 2023                                     | Cheltenham – The Centaur             | Mark Allen                           | 10:9                                 | Judd Trump                           | Duelbits                             | 2022/23                              |
| 2024                                     | Leicester – Morningside Arena        | Ronnie O’Sullivan                    | 10:7                                 | Judd Trump                           | Spreadex                             | 2023/24                              |
| 2025                                     | Hongkong – Kai Tak Arena             | Neil Robertson                       | 10:0                                 | Stuart Bingham                       | –                                    | 2024/25                              |

## Preisgelder
| Jahr      | Gesamt    | Gewinner  |
| --------- | --------- | --------- |
| 2015–2016 | 300.000 £ | 100.000 £ |
| 2017–2019 | 375.000 £ | 100.000 £ |
| 2020–2024 | 380.000 £ | 100.000 £ |
| 2025      | 700.000 £ | 180.000 £ |